# Ao Vivo III
Ao Vivo III é um álbum da banda Mastruz com Leite, lançado em 1999.

## Faixas
1. Massa de mandioca
2. O gemidinho / Umbiguinho de fora
3. Viajante forrozeiro / Eu e o camaleão
4. Meu ex
5. Dá notícias
6. Doce aventura
7. Meu negócio é pitelzinho / Não existe couro velho
8. Morena me dá um beijo / Aboio pra ninar morena
9. Conto de fadas / Louca por você
10. Namoro de criança
11. Viver é resistir
12. Trem do forró / Arraiá da Capitá
13. Não vou ficar sozinha
14. Meu cenário / Rede de ilusão
15. Lição de vida
16. Flores e espinhos / Coração pecador
17. Raízes do Nordeste
18. Como posso te esquecer
19. Só se casar
20. Voltinha danada / Marido exemplar